# 戈拉尼語
戈拉尼語（Gorani 或"哈拉米語"(Hawrami)；亦稱"古拉尼語"(Gurani)，庫爾德語: گۆرانی (Goranî)，為"歌曲"之意）是伊朗西北部庫爾德人所說的語言，與扎扎其語共同構成扎扎-戈拉尼語言語群。所有戈拉尼語在詞彙和形態上都受到庫爾德語的影響。戈拉尼語被許多研究人員認為是庫爾德方言。有些人認為它是庫爾德人的文學語言。

戈拉尼語有四種方言：巴杰拉尼語(Bajelani)、哈拉米語(Hawrami)、薩利語(Sarli)，以及沙巴基語，戈拉尼語通行於伊拉克與伊朗等國。戈拉尼語的方言之中，哈拉米語是札格羅斯山脈歷史悠久的阿爾達蘭地區庫爾德人的傳統文學語言及自然共通語，但此後已被中庫爾德語與南庫爾德語所取代。

## 參閱
- 沙巴基語（英语：Shabaki language）
- 阿爾達蘭（英语：Ardalan）
- 南庫爾德語

## 外部連結
- The Dialect of Awroman( Hawraman-i Luhon) by D.N.MacKenzie
- Ergativity and Role-Marking in Hawrami by Anders Holmberg, University of Newcastle & CASTL  and David Odden, Ohio State University
- The Noun Phrase in Hawrami[永久] by Anders Holmberg, University of Newcastle & CASTL and David Odden, Ohio State University